# Schortens
Schortens là một thị xã ở huyện Friesland trong bang Niedersachsen, Đức. Đô thị này có diện tích 68,67 kilômét vuông.
Đô thị này gồm các khu vực dân cư: Schortens, Heidmühle, Grafschaft, Accum, Sillenstede, Schoost, Roffhausen, Middelsfähr, Addernhausen, Oestringfelde, Ostiem và Upjever.
Năm 1933, Schortens đã được nhập với Cleverns và Sande để lập Đại đô thị Oestringen, tuy nhiên đơn vị này đã bị giải thể trong đệ nhị thế chiến.
Năm 1936, một căn cứ không quân ở Upjever đã được mở cửa.
Schortens nhận được tư cách đô thị vào ngày 21 tháng 1 năm 2005.